# Mauro Da Luz
Mauro Andrés Da Luz Regalado (Montevideo, Uruguay; 5 de septiembre de 1994) es un futbolista uruguayo. Juega como delantero y su equipo actual es la Asociación Deportiva Tarma de la Liga 1 del Perú.

## Trayectoria

### Inicios
El comienzo de su carrera retrata pasos en el Club Oriental de Football en 2014 y en el Club Atlético Peñarol en 2016.

### River Plate
En 2016 llegó a River Plate de Montevideo, aquí tuvo su debut en el fútbol profesional uruguayo, fue el 1 de septiembre de 2016 en el empate 1-1 ante Montevideo Wanderers. Continuó con el club hasta la temporada 2019, donde debutó internacionalmente en la Copa Sudamericana 2019 en la empate 0-0 ante Santos Fútbol Club de Brasil en el partido de ida de la primera fase, en el partido de vuelta dos semanas después marcó el gol del empate a uno y clasificación de su club. Su mejor año con River fue en 2018 donde jugó 27 partidos y encajó ocho goles.
En 2020 tuvo un breve regreso, solo jugó cinco partidos en el año.

### Colón de Santa Fe
Para la temporada 2019-20 es contratado por Colón de Santa Fe de Argentina, con el sabalero disputó 13 partidos y anotó dos goles, ambos en la Copa Argentina 2019.

### 9 de Octubre
En 2021 ficha por el recién ascendido 9 de Octubre Fútbol Club de Ecuador, en su estreno con el club octubrino marcó un gol en la primera fecha del campeonato nacional ante Liga Deportiva Universitaria en el estadio Rodrigo Paz Delgado. En el año jugó en total 22 partidos y anotó seis goles, aportó en la clasificación del club a la Copa Sudamericana 2022.
En 2022 extiende su vínculo con el club, el 6 de abril de ese año anotó un doblete en el empate 2-2 frente a Internacional de Brasil, en la primera fecha de la fase de grupos del torneo continental.

## Estadísticas

### Clubes
Actualizado al último partido disputado el 17 de agosto de 2025.
| Club                   | Temporada     | Liga  | Liga  | Copas nacionales | Copas nacionales | Copas internacionales | Copas internacionales | Total | Total |
| Club                   | Temporada     | Part. | Goles | Part.            | Goles            | Part.                 | Goles                 | Part. | Goles |
| ---------------------- | ------------- | ----- | ----- | ---------------- | ---------------- | --------------------- | --------------------- | ----- | ----- |
| River Plate · Uruguay  | 2016          | 11    | 0     | 0                | 0                | 0                     | 0                     | 11    | 0     |
| River Plate · Uruguay  | 2017          | 23    | 1     | 0                | 0                | 0                     | 0                     | 23    | 1     |
| River Plate · Uruguay  | 2018          | 27    | 8     | 0                | 0                | 0                     | 0                     | 27    | 8     |
| River Plate · Uruguay  | 2019          | 12    | 1     | 0                | 0                | 4                     | 2                     | 16    | 3     |
| C. A. Colón Argentina  | 2019-20       | 11    | 0     | 2                | 1                | 0                     | 0                     | 13    | 1     |
| C. A. Colón Argentina  | Total club    | 11    | 0     | 2                | 1                | 0                     | 0                     | 13    | 1     |
| River Plate · Uruguay  | 2020          | 5     | 0     | 0                | 0                | 0                     | 0                     | 5     | 0     |
| River Plate · Uruguay  | Total club    | 78    | 10    | 0                | 0                | 4                     | 2                     | 82    | 12    |
| 9 de Octubre · Ecuador | 2021          | 22    | 6     | 0                | 0                | 0                     | 0                     | 22    | 6     |
| 9 de Octubre · Ecuador | 2022          | 21    | 2     | 7                | 0                | 7                     | 3                     | 35    | 5     |
| 9 de Octubre · Ecuador | Total club    | 43    | 8     | 7                | 0                | 7                     | 3                     | 57    | 11    |
| Cusco F. C. · Perú     | 2023          | 33    | 6     | 0                | 0                | 0                     | 0                     | 33    | 6     |
| Cusco F. C. · Perú     | Total club    | 33    | 6     | 0                | 0                | 0                     | 0                     | 33    | 6     |
| Atlético Grau · Perú   | 2024          | 28    | 10    | 0                | 0                | 0                     | 0                     | 28    | 10    |
| Atlético Grau · Perú   | Total club    | 28    | 10    | 0                | 0                | 0                     | 0                     | 28    | 10    |
| ADT · Perú             | 2025          | 14    | 0     | 0                | 0                | 1                     | 0                     | 15    | 0     |
| ADT · Perú             | Total club    | 14    | 0     | 0                | 0                | 1                     | 0                     | 15    | 0     |
| Total carrera          | Total carrera | 207   | 34    | 9                | 1                | 12                    | 5                     | 228   | 40    |
| 1. 2.                  |               |       |       |                  |                  |                       |                       |       |       |